# Jorge de Montemayor
Jorge de Montemayor (Montemor-o-Velho, 1520 – Torino, 26 febbraio 1561) è stato un romanziere e poeta portoghese.
Scrisse quasi esclusivamente in lingua spagnola. 

## Biografia
Nacque a Montemor-o-Velho (vicino a Coimbra), da cui deriva il suo nome; la versione in lingua spagnola del nome è Montemayor.
Probabilmente studiò musica durante l'adolescenza, e si recò in Spagna nel 1543, come corista nel gruppo di Maria Emanuela d'Aviz, prima moglie di Filippo II di Spagna.
Del suo poema Diana - che è citato nella Biblioteca di Don Chisciotte, di Miguel Cervantes, il poeta Gaspar Gil Polo scrisse una continuazione, che intitolò Diana enamorada (1564).